# Heini Bornstein
Heini Bornstein (geb. 17. September 1920 in Basel; gest. 15. April 2016 in Lehavot HaBashan, Nordbezirk, Israel) war ein Schweizer Textilhändler, sozialistischer Zionist und Autobiograf. 

## Leben
Heini Bornstein wurde als Sohn von Malka Ber (1886–1952[?]) und Bernhard Dov Bornstein (1889–1985) in Basel geboren und hatte eine Schwester. Die Familie emigrierte 1913 aus Łódź, Polen, in die Schweiz. 1931 erfolgte die Einbürgerung. 
1941 bis 1943 besuchte Bornstein die Landwirtschaftsschulen in Liestal und Münsingen. 1933 wurde er Mitglied der sozialistisch-zionistischen Jugendorganisation Hashomer Hatzair mit dem Ziel der Auswanderung nach Palästina. 1939 nahm er am 21. Zionistischen Kongress in Genf teil. Er besuchte eine Rekrutenschule und leistete Aktivdienst in der Schweizer Armee. 1943 wurde er zum Delegierten des Haschomer Hazair in Genf ernannt. Er beteiligte sich an Flüchtlingsrettungsaktionen über die Schweizer Grenze bei Basel und im Jura und half so Hunderten von Franzosen, Belgiern und Niederländern mit jüdischen Vorfahren zu überleben. Bornstein unterhielt Beziehungen zur französischen Kampforganisation Organisation Juive de Combat (OJC) und wirkte bei der Errichtung und Betreuung der jüdischen Flüchtlingslager in Sierre, Bex, Versoix und Trevano mit. Im April 1945 nahm er an der Flüchtlingskonferenz für Rück- und Weiterwanderungsfragen in Montreux teil. 1947 heiratete er die Polin Chasia Bielicka. 1947 reiste das Paar illegal nach Palästina ein, wo es im Kibbuz Lehavot HaBashan lebte. Dort übernahm Bornstein diverse Funktionen in der Kibbuzbewegung, der Zionistischen Weltorganisation, der Jewish Agency for Israel sowie in der israelischen sozialistischen Mapam-Partei. 
Chasia und Heini Bornstein bekamen in Israel drei gemeinsame Kinder: Yehudit (* 1949), Racheli (* 1951) und Dorit (* 1960).

## Veröffentlichungen
- Heini Bornstein: hā- Î Šwayṣ. Peʿûllôt ʿezrā we-hasṣṣālā baš-šānîm 1939–1946. Môrešet, Bêt-ʿĒdût ʿ"Š Mordeḵay Anîlevîč, Tēl-Āvîv 1996.

Deutschsprachige Fassung: Insel Schweiz. Hilfs- und Rettungsaktionen sozialistisch-zionistischer Jugendorganisationen 1939–1946. Autobiografie, Chronos, Zürich 2000. ISBN 978-3-905-31280-5
- Heini Bornstein: Von Basel bis zum Kibbuz Lehavot Habaschan. Der Lebensweg eines sozialistischen Zionisten. Autobiografie, Böhlau, Köln/Weimar/Wien 2015. ISBN 978-3-412-22351-9.